# Formica cinereofusca
Formica cinereofusca är en myrart som beskrevs av Vladimir Aphanasjevich Karavaiev 1929. Formica cinereofusca ingår i släktet Formica och familjen myror. Inga underarter finns listade i Catalogue of Life.